# Mardarivka
Mardarivka  (ucraniano: Мардарівка) es una localidad del Raión de Kotovsk en el Óblast de Odesa de Ucrania. Según el censo de 2001, tiene una población de 1241 habitantes.